# 875 Nymphe
A 875 Nymphe (ideiglenes jelöléssel 1917 CF) a Naprendszer kisbolygóövében található aszteroida. Max Wolf fedezte fel 1917. május 19-én, Heidelbergben.